# Golfo di Talamone
Il golfo di Talamone è una insenatura del mar Tirreno situato in provincia di Grosseto, nel territorio comunale di Orbetello. Si estende a est della frazione di Talamone, dove è chiuso dalle propaggini meridionali dei monti dell'Uccellina.
Il limite nord-occidentale del golfo è rappresentato dal promontorio su cui sorge la rocca Aldobrandesca di Talamone. Nella parte occidentale del golfo si trova il porto di Talamone, segnalato da una coppia di fari, ad est del quale la costa diviene sabbiosa, pur con un arenile non troppo sviluppato dalla riva verso l'interno. Verso la metà del golfo, si trova la chiesa della Madonna delle Grazie, proprio in prossimità dell'immediato retroterra antistante la spiaggia.
L'arenile sabbioso termina nella parte orientale con la caratteristica spiaggia di Bengodi, oltre la quale si elevano le pendici di poggio Talamonaccio, alla cui sommità spicca la torre di Talamonaccio, che costituiscono il limite sud-orientale del golfo, che termina con coste alte e rocciose: di fronte alla suddetta spiaggia, affiora lo scoglio di Bengodi nelle acque del golfo.
L'area centrale del golfo è meta di appassionati di kitesurfing, mentre lungo la strada litoranea vi sono alcune strutture ricettive (campeggio e residence).